# One Night (Elvis Presley)
One Night è un brano musicale del 1958 scritto da Dave Bartholomew, Pearl King e Anita Steinman e interpretato da Elvis Presley. 
La prima versione del brano è intitolata One Night of Sin ed è stata registrata da Smiley Lewis per Imperial Records intorno al 1956.

## Tracce
1. I Got Stung
2. One Night